# Stefano Agiocristoforite
Stefano Agiocristoforite (in greco Στέφανος Ἁγιοχριστοφορίτης?, Stephanos Hagiochristophorites; 1130 circa – 11 settembre 1185) era il membro più influente della corte dell'imperatore bizantino Andronico I Comneno (regnante fra il 1183 ed il1185).Fu ucciso mentre cercava di arrestare Isacco II Angelo, che in seguito depose e sostituì Andronico.

## Biografia

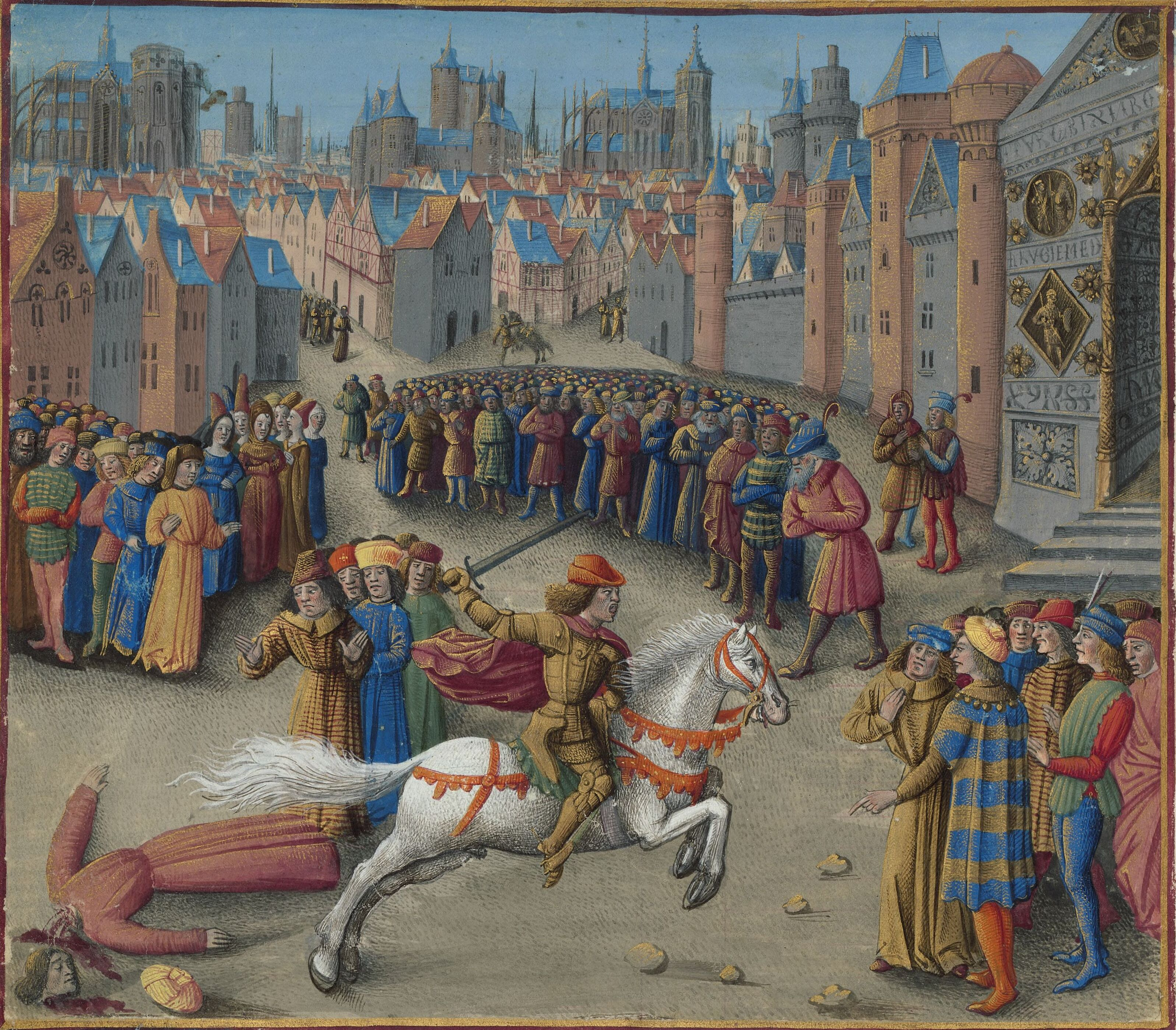
Uccisione di Agiocristoforite, miniatura di Jean Colombe in Les Passages d'outremer (intorno al 1473), BNF.

Stefano Agiocristoforite era di umili origini. L'arcivescovo Eustazio di Tessalonica racconta che suo padre era un esattore delle tasse. Nella seconda metà del regno di Manuele I Comneno (r. 1143-1180), Agiocristoforite cercò di legarsi alla corte imperiale, ma si scontrò con lo scherno e l'ostilità dell'aristocrazia. Infatti, secondo Eustazio, quando tentò di sedurre una dama aristocratica e di prenderla in moglie per avanzare la propria posizione, fu pubblicamente fustigato e gli fu tagliato il naso. Ciononostante, la sua determinazione fu premiata e riuscì a scalare la gerarchia amministrativa, culminando infine nella carica di amministratore dell'esercito, che pare ricevette dallo stesso Manuele I e che mantenne durante il breve regno di suo figlio, Alessio II Comneno (r. 1180-1183).
Andronico I Comneno prese il potere nel 1182, nominalmente come co-imperatore con Alessio II. Agiocristoforite mantenne il suo incarico e si affermò rapidamente come il ministro più fidato e potente del nuovo imperatore. Nel settembre o ottobre 1183 Andronico inviò Agiocristoforite, assistito da Costantino Tripsychos e Teodoro Dadibrenos, ad assassinare Alessio II. Il giovane imperatore fu strangolato con una corda d'arco e Andronico ricompensò Agiocristoforite con il grado di pansebastos sebastos e la carica di logothetes tou dromou.
Nel settembre del 1185, a Costantinopoli serpeggiava il malcontento contro il regime di Andronico: le voci di popolo dicevano che una celebre immagine di San Paolo stava versando lacrime e persino un indovino di corte, Sclero Seth, aveva predetto che il nome del successore di Andronico sarebbe iniziato con una "I". Andronico e i suoi fedelissimi pensarono che si trattasse del giovane aristocratico Isacco Angelo e l'11 settembre colpirono: mentre l'imperatore si ritirava in un palazzo della periferia asiatica della città, Agiocristoforite e i suoi collaboratori si recarono a casa di Isacco Angelo, vicino al monastero di Santa Maria Peribleptos. Isacco dapprima fu preso dal panico, ma poi decise di andare a combattere e, brandendo una spada e in sella al suo cavallo, caricò gli assalitori. Di fronte a questo attacco inaspettato, Agiocristofori si voltò per fuggire, ma Isacco gli sferrò un colpo mortale alla testa. Dopo aver ferito gli attendenti e averli costretti a fuggire, Isacco a cavallo galoppò lungo via Mese fino a Santa Sofia, gridando alla popolazione la sua impresa. Spinto così a un atto di aperta sedizione, e con la popolazione che si radunava attorno a lui, il giorno successivo Isacco fu incoronato imperatore dal patriarca Basilio Camatero, mentre Andronico fuggì e fu catturato e giustiziato pochi giorni dopo.

## Reputazione
L'ascesa di questo "più celebre dei parvenues" (Charles Brand) a tale potere, la sua alterigia e spietatezza, e la sua complicità nell'assassinio di Alessio II e nel governo sempre più tirannico di Andronico, con le sue sanguinose purghe dell'aristocrazia, si combinarono per fare di Agiocristoforite un oggetto di odio per le élite tradizionali, come attestano gli scritti dei contemporanei e degli storici successivi. Niceta Coniata descrive il ruolo di Stefano nelle proscrizioni come il "capobanda e capo" dei partigiani di Andronico, "la cui voce tonante rimbombava nel palazzo, spazzando via [...] tutti coloro che erano ritenuti sospetti da Andronico". " In effetti, Coniata riporta che il suo cognome, che letteralmente significa "Santo portatore di Cristo" - anche se in origine probabilmente rifletteva un luogo di origine dedicato a San Cristoforo - fu cambiato popolarmente in Ἀντιχριστοφορίτης, Antichristophorites, che letteralmente significa "portatore dell'Anticristo", poiché, secondo le parole di Coniata, "era il più spudorato degli attendenti di Andronico, pieno di ogni malvagità". Allo stesso modo, il fratello di Niceta, il metropolita di Atene Michele Coniata, lo definì "il nervo di ferro della tirannia", mentre un "dialogo dei morti" scritto dopo il rovesciamento di Andronico lo raffigura, con la testa ancora tagliata in due, mentre cerca di tassare i morti nell'Ade per pagare il suo passaggio sulla barca di Caronte.